# Grunderwerbsteuer (Deutschland)
Die Grunderwerbsteuer (GrESt) ist eine Steuer, die beim Erwerb eines Grundstücks oder Grundstückanteils anfällt. Sie wird auf Grundlage des Grunderwerbsteuergesetzes erhoben und ist eine Ländersteuer, die diese an die Kommunen weiterreichen können. Je nach Bundesland beträgt der Steuersatz zwischen 3,5 % (Bayern) und 6,5 % (Schleswig-Holstein, Nordrhein-Westfalen, Saarland und Brandenburg) der Bemessungsgrundlage. Sie zählt zu den Nebenkosten beim Grundstückskauf.
Die Grunderwerbsteuer machte 2022 mit 17,1 Milliarden etwa 1,9 % des Steueraufkommens in Deutschland von rund 892,7 Milliarden Euro aus.
Im 1. Halbjahr 2023 ging das Grunderwerbsteuer-Aufkommen auf 6,3 Milliarden Euro bzw. um 33,5 Prozent gegenüber dem 1. Halbjahr 2022 zurück. In jenem Halbjahr war mit 9,5 Milliarden Euro ein Höchststand erreicht worden.

## Wesen der Grunderwerbsteuer
Die Grunderwerbsteuer ist eine Verkehrsteuer oder Rechtsverkehrsteuer, da sie an einen Vorgang des Rechtsverkehrs (in der Regel Kaufvertrag über ein Grundstück im Sinne § 433, § 311b BGB) anknüpft.
Zugleich ist sie eine direkte Steuer, da Steuerschuldner auch der Steuerträger der GrESt ist. Die Gesetzgebungskompetenz (konkurrierende Gesetzgebung) gemäß Art. 105 Abs. 2 GG über die Grunderwerbsteuer hat seit 1983 der Bund. Verwaltungskompetenz (Art. 108 Abs. 2 GG) als auch Ertragskompetenz (Art. 106 Abs. 2 Nr. 3 GG) haben die Bundesländer.

## Verhältnis zu anderen Steuerarten

### Umsatzsteuer
Grundstücksverkäufe sind gemäß § 4 Nr. 9a UStG hinsichtlich der Umsatzsteuer steuerfrei, so dass eine Doppelbesteuerung mit GrESt in Höhe von 3,5 % bis 6,5 % und Umsatzsteuer in Höhe von 19 % vermieden wird. Eine freiwillige Versteuerung von Grundstücksverkäufen ist nach § 9 UStG unter bestimmten Voraussetzungen möglich. In diesem Fall bemisst sich die Grunderwerbsteuer nach dem Bruttobetrag.

### Erbschaft- und Schenkungsteuer
Auf Erwerbe im Sinne des Erbschaftsteuer- und Schenkungsteuergesetzes wird keine Grunderwerbsteuer erhoben, um eine Doppelbelastung zu vermeiden. Grundstückserwerbe von Todes wegen (§ 3 Nr. 2 GrEStG i. V. m. § 3 Abs. 1 Nr. 1 ErbStG) oder Grundstücksschenkungen unter Lebenden (§ 3 Nr. 2 GrEStG i. V. m. § 7 Abs. 1 Nr. 1 ErbStG) sind grunderwerbsteuerfrei.

## Steuerbarkeit
Voraussetzungen für die Grunderwerbsteuerbarkeit sind:
- eine inländische Immobilie,
- ein Erwerbsvorgang, und
- ein (zumindest fiktiver) Wechsel des Rechtsträgers.

## Grunderwerbsteuerbare Vorgänge

### Grundstückserwerb (Asset-Deal)
Der Grunderwerbsteuer unterliegen gemäß § 1 Abs. 1 GrEStG nur Rechtsvorgänge, die sich auf inländische Grundstücke beziehen. Die einzelnen grunderwerbsteuerpflichtigen Erwerbsvorgänge sind in § 1 GrEStG bezeichnet. Der häufigste Vorgang hierbei ist nach § 1 Abs. 1 Nr. 1 GrEStG der Kaufvertrag. Durch den Kaufvertrag wird der Verkäufer verpflichtet, dem Käufer das Grundstück zu übereignen (§ 433 Abs. 1 Satz 1 BGB). Der Käufer ist verpflichtet, dem Verkäufer den Kaufpreis zu zahlen und das gekaufte Grundstück abzunehmen (§ 433 Abs. 2 BGB).
Die Grunderwerbsteuer knüpft an das Vorliegen eines rechtswirksamen Verpflichtungsgeschäfts an. Sie entsteht, wenn ein notarieller Vertrag vorliegt, in dem sich der Verkäufer verpflichtet hat, dem Käufer ein Grundstück zu übereignen, und der Käufer sich andererseits verpflichtet hat, das Grundstück abzunehmen und den Kaufpreis zu zahlen. Die Grunderwerbsteuer entsteht unabhängig davon, ob der Kaufpreis bereits entrichtet worden ist. Das Gleiche gilt für ein Rechtsgeschäft, das den Anspruch auf Übereignung eines Grundstücks begründet. Lediglich dann, wenn ein solcher Anspruch nicht existiert, stellt das Gesetz auf die Auflassung oder beim Zuschlag in der Zwangsversteigerung auf den hoheitlichen Eigentumsübergang ab. Die Abtretung des Meistgebotes bei einer Zwangsversteigerung unterliegt ebenfalls der Grunderwerbsteuer.

### Anteilserwerb (Share-Deal)
Darüber hinaus unterliegen der Grunderwerbsteuer auch Rechtsgeschäfte, die nicht auf die Übertragung von Grundstücken, sondern von Anteilen an grundbesitzenden Personen- oder Kapitalgesellschaften gerichtet sind, sogenannte Share-Deals. Die grunderwerbsteuerlichen Share-Deal-Tatbestände lassen sich dabei in Bewegungstatbestände (§ 1 Abs. 2a, 2b GrEStG) und sogenannte Anteilsvereinigungen gem. § 1 Abs. 3 und Abs. 3a GrEStG unterscheiden. Die Bewegungstatbestände sind erfüllt, wenn innerhalb von 10 Jahren mehr als 90 % (unmittelbar oder mittelbar) der Anteile auf neue Gesellschafter übergehen. Bei tatbestandsmäßiger Erfüllung der sog. Bewegungstatbestände wird ein Grundstücksübergang von der alten Personen- oder Kapitalgesellschaft auf eine neue Personen- oder Kapitalgesellschaft unterstellt.
Sofern eine Besteuerung gem. § 1 Abs. 2a bzw. 2b GrEStG nicht in Betracht kommt, unterliegen auch Rechtsvorgänge der Besteuerung mit Grunderwerbsteuer, die zur Vereinigung (unmittelbar oder mittelbar) von mindestens 90 % der Anteile an einer grundbesitzenden Kapital- oder Personengesellschaft in der Hand eines Erwerbers führen, sog. Anteilsvereinigung gem. § 1 Abs. 3 bzw. 3a GrEStG. Das Grunderwerbsteuergesetz fingiert in diesen Fällen den Übergang der Grundstücke der betreffenden Gesellschaft auf denjenigen Gesellschafter, der nach der Anteilsübertragung unmittelbar oder mittelbar mindestens 90 % der Gesellschaftsanteile hält.

## Entstehen und Fälligkeit der Grunderwerbsteuer

### Allgemeines
Die Grunderwerbsteuer entsteht mit Verwirklichung eines rechtswirksamen Erwerbsvorgangs gemäß § 14 GrEStG in Verbindung mit § 38 Abgabenordnung. Der Eintritt der Rechtswirksamkeit kann dabei z. B. von den Genehmigungen der Vertragsparteien, vom Wohnungsverwalter (bei Erwerb einer Eigentumswohnung) oder der Genehmigung des Eigentümers des belasteten Grundstücks (beim Erwerb eines Erbbaurechts) abhängen. Erfolgt der Erwerb durch Angebot und Annahme, so wird erst durch rechtswirksame Annahme ein Erwerb verwirklicht. Die Steuer ist einen Monat nach Bekanntgabe des Steuerbescheides fällig, vgl. § 15 Satz 1 GrEStG.

### Besonderheiten des Entstehens der Grunderwerbsteuer bei Share-Deals (Signing vs. Closing)
Der Bewegungstatbestand gem. § 1 Abs. 2a bzw. 2b GrEStG (je nach Rechtsform der grundbesitzenden Gesellschaft) wird mit dinglichem Übergang der Anteile (englisch Closing) verwirklicht. Eine Anteilsvereinigung (gem. § 1 Abs. 3 bzw. 3a GrEStG) wird jedoch bereits mit Abschluss des schuldrechtlichen Verpflichtungsgeschäftes (Signing) verwirklicht. Da eine Besteuerung der Anteilsvereinigung grundsätzlich nachrangig erfolgt (ergibt sich aus dem Wortlaut gem. § 1 Abs. 3 GrEStG: „soweit eine Besteuerung nach den Absätzen 2a und 2b nicht in Betracht kommt“), kommt es durch das Abstellen auf zwei verschiedene Zeitpunkte im Ergebnis jedoch dazu, dass der vorrangige Tatbestand erst nachrangig verwirklicht wird. Mit Erlassen vom 10. Mai 2022 hat die Finanzverwaltung ihre Interpretation des Gesetzeswortlautes „soweit eine Besteuerung nach den Absätzen 2a und 2b nicht in Betracht kommt“ dahingehend angepasst, dass der gesetzlich normierte Anwendungsvorrang der Bewegungstatbestände nur besteht, sofern die Tatbestände auch zeitgleich verwirklicht wurden. Dies ist in der Praxis jedoch nur selten der Fall, da in Anteilskaufverträgen der Anteilsübergang fast immer aufschiebend bedingt hinsichtlich der Kaufpreiszahlung ist.

## Stundung der Grunderwerbsteuer
Die Steuerzahllast ist grundsätzlich einer Stundung zugänglich, da es sich nicht um einen Haftungs- oder Steuerabzugsbetrag auf Rechnung eines Dritten handelt, § 222 AO. Gleichwohl steht die Entscheidung über eine Stundung im Ermessen der Finanzbehörde und wird, weil es sich bei der Grunderwerbsteuer um eine so genannte Verkehrsteuer handelt, regelmäßig nicht zu einer positiven Ermessensentscheidung führen. Zusätzlich steht es in freiem Ermessen der Finanzbehörde gemäß § 15 Satz 2 GrEStG eine längere Zahlungsfrist einzuräumen. Von dieser Regelung wird in der Praxis von der Finanzbehörde jedoch kaum Gebrauch gemacht.

## Ausnahmen von der Besteuerung
Nicht alle Vorgänge unterliegen der Steuerpflicht. Die wichtigsten Ausnahmen von der Besteuerung sind:
- § 3 Nr. 1 GrEStG: Die Gegenleistung beträgt nicht mehr als 2.500 €. Dies ist kein Freibetrag, sondern eine Freigrenze. Das bedeutet, dass ein Erwerb in Höhe von 2.500 € steuerfrei ist, für einen Erwerb i. H. v. 2.501 € jedoch Grunderwerbsteuer für den gesamten Betrag zu zahlen ist.
- § 3 Nr. 2 GrEStG: Steuerbefreiung im Falle einer Schenkung eines Grundstücks unter Auflage: Schenkungen eines Grundstücks unter der Auflage eines Nießbrauchs (Wohnrechts) zugunsten des Schenkenden sind laut Urteil des Bundesfinanzhofs (BFH) vom 29. Januar 1992 gemäß § 3 Nr. 2 Satz 1 GrEStG vollständig von der Grunderwerbsteuer befreit. Soweit dem Beschenkten Auflagen auferlegt sind, die ihn zu Geld- oder Sachleistungen (z. B. Rentenzahlungen, Übernahme von Grundstücksbelastungen und anderen Verpflichtungen des Schenkenden) verpflichten, ist er insoweit nicht i.S. des § 7 Abs. 1 Nr. 1 ErbStG auf Kosten des Zuwendenden bereichert. Der Wert dieser Geld- oder Sachleistungen unterliegt somit gemäß § 3 Nr. 2 GrEStG der Grunderwerbsteuer.
- § 3 Nr. 3 GrEStG: Der Erwerb eines zum Nachlass gehörigen Grundstücks durch Miterben zur Teilung des Nachlasses. Den Miterben steht der überlebende Ehegatte/Lebenspartner gleich, wenn er mit den Erben des verstorbenen Ehegatten/Lebenspartners gütergemeinschaftliches Vermögen zu teilen hat oder wenn ihm in Anrechnung auf eine Ausgleichsforderung am Zugewinn des verstorbenen Ehegatten/Lebenspartners ein zum Nachlass gehörendes Grundstück übertragen wird. Den Miterben stehen außerdem ihre Ehegatten und – nach dem Urteil des Finanzgerichts Münster[3] – die Kinder der Miterben gleich.

Werden bei einem Erbfall die geerbten Anteile nicht als „ungeteilte Erbengemeinschaft“, sondern als Bruchteile in das Grundbuch eingetragen, kann zu einem späteren Zeitpunkt die Vergünstigung des § 3 Nr. 3 GrEStG nicht mehr in Anspruch genommen werden, weil durch die Aufteilung in Bruchteilseigentum der Nachlass geteilt ist.
- § 3 Nr. 4 GrEStG: Der Erwerb durch den Ehegatten/Lebenspartner des Veräußerers.
- § 3 Nr. 5 GrEStG: Der Erwerb durch den früheren Ehegatten des Veräußerers, wenn er im Rahmen der Vermögensauseinandersetzung nach der Scheidung erfolgt.
- § 3 Nr. 5a GrEStG: Der Erwerb durch den früheren Lebenspartner des Veräußerers, wenn er im Rahmen der Vermögensauseinandersetzung nach der Aufhebung der Lebenspartnerschaft erfolgt.
- § 3 Nr. 6 GrEStG: Der Erwerb durch eine Person, die mit dem Veräußerer in gerader Linie verwandt ist.

Gemäß § 1589 Satz 1 BGB sind Personen, deren eine von der anderen abstammt, in gerader Linie verwandt.
Gemäß § 1589 Satz 2 BGB sind Personen, die nicht in gerader Linie verwandt sind, aber von derselben dritten Person abstammen – z. B. Geschwister, Tante, Onkel –, in der Seitenlinie verwandt.
Der Verwandtschaft in gerader Linie kommt die Adoption gleich (§§ 1741 ff. BGB). Die Befreiung des Grunderwerbs durch ein adoptiertes Kind gemäß § 3 Nr. 6 GrEStG ist jedoch nur möglich, wenn die Annahme als Kind durch das Familiengericht im Zeitpunkt des Grunderwerbs bereits ausgesprochen war.
Den Verwandten in gerader Linie stehen deren Ehegatten sowie Stiefkinder und deren Ehegatten gleich.
Der Bundesfinanzhof hat mit Urteil vom 19. April 1989 entschieden, dass die Eigenschaft als Stiefkind im Sinne von § 3 Nr. 6 Satz 2 GrEStG nicht vom Fortbestand der Ehe abhängig ist, durch welche das Stiefkindschaftsverhältnis begründet wurde.
- § 5 GrEStG Steuervergünstigung bei Grundstückserwerb einer Gesamthand von einem Gesamthänder
- § 6 GrEStG Steuervergünstigung bei Grundstückserwerb eines Gesamthänders von der Gesamthand
- § 6a GrEStG Steuervergünstigung bei Umstrukturierungen im Konzern (Konzernklausel)

Erwerbsvorgänge im Sinne des § 1 Abs. 1 Nr. 3, Abs. 2, Abs. 2a, Abs. 2b, Abs. 3 und 3a GrEStG sind von der Konzernklausel erfasst, wenn die Übertragung auf Grund einer Umwandlung im Sinne des § 1 Abs. 1 Nr. 1 – 3 UmwG oder einer entsprechenden Umwandlung auf Grund des Rechts eines Mitgliedstaates der Europäischen Union oder eines Staates, auf den das Abkommen über den Europäischen Wirtschaftsraum anwendbar ist, erfolgt. Dies sind die Verschmelzung, die Spaltung und die Vermögensübertragung. Andere Erwerbsvorgänge auf gesellschaftsrechtlicher Grundlage wie die Einbringung sind ebenfalls begünstigt. Die Konzernklausel setzt ein Abhängigkeitsverhältnis voraus. Gesellschaften sind abhängig, an deren Kapital das herrschende Unternehmen unmittelbar oder mittelbar oder teils unmittelbar, teils mittelbar zu mindestens 95 % beteiligt ist. Es wird eine Mindesthaltefrist der Beteiligung von fünf Jahren an der abhängigen Gesellschaft vor und nach der Übertragung vorausgesetzt, § 6a Satz 4 GrEStG. Da das Gesetz keine konkrete Anknüpfung an das Grundstück vorsieht, ist eine Vorhaltefrist insofern notwendig, als dass ohne ebendiese Frist durch vorherige Umstrukturierungen die Voraussetzungen zur Anwendung des § 6a GrEStG in missbräuchlicher Absicht geschaffen werden könnten. Die Konzernklausel ist erstmals auf Erwerbsvorgänge anzuwenden, die nach dem 31. Dezember 2009 verwirklicht werden (§ 23 Abs. 8 Satz 1 GrEStG).
- § 7 GrEStG: Befreit ist auch die Umwandlung von gemeinschaftlichem Eigentum in Flächeneigentum. Wird ein Grundstück, das mehreren Miteigentümern gehört, von den Miteigentümern flächenweise geteilt, so wird die Steuer nicht erhoben, soweit der Wert des Teilgrundstücks, das der einzelne Erwerber erhält, dem Bruchteil entspricht, zu dem er am gesamten zu verteilenden Grundstück beteiligt ist.

## Grundstücke
Unter Grundstücken im Sinne des Grunderwerbsteuergesetzes sind Grundstücke im Sinne des bürgerlichen Rechts (§§ 873 ff. BGB) zu verstehen, vgl. § 2 GrEStG. Zu den Bestandteilen eines Grundstücks gehören neben dem Grund und Boden auch die mit dem Grund und Boden fest verbundenen Sachen, § 94 Abs. 1 Satz 1 BGB.
Das bedeutet: die Steuer wird beim Kauf eines Hauses mit Grundstück auf den Gesamtpreis und nicht nur den Grundstückswert erhoben. Kauft man dagegen ein unbebautes Grundstück und baut selbst ein Haus darauf, fällt die Grunderwerbsteuer nur für das unbebaute Grundstück an.
Den Grundstücken stehen gleich
1. Erbbaurechte,
2. Gebäude auf fremdem Boden,
3. dinglich gesicherte Sondernutzungsrechte im Sinne des § 15 WEG und des § 1010 BGB.

Nicht zu den Grundstücken werden gerechnet:
1. Maschinen und sonstige Vorrichtungen aller Art, die zu einer Betriebsanlage gehören,
2. Mineralgewinnungsrechte und sonstige Gewerbeberechtigungen,
3. das Recht des Grundstückseigentümers auf den Erbbauzins,
4. Zubehör i. S. d. § 97 Abs. 1 Satz 1 BGB: Zubehör sind bewegliche Sachen, die, ohne Bestandteile der Hauptsache zu sein, dem wirtschaftlichen Zweck der Hauptsache zu dienen bestimmt sind und zu ihr in einem dieser Bestimmung entsprechenden räumlichen Verhältnisse stehen (Inventar wie z. B. die miterworbene Einbauküche, sonstige Möbel, und alle weiteren Gegenstände die nicht fest mit dem Grund und Boden oder dem Gebäude verbunden sind).
5. Nach dem Wohnungseigentumsgesetz gebildete Instandhaltungsrücklagen.

## Bemessungsgrundlage
Die Steuer bemisst sich nach dem Wert der Gegenleistung (§ 8 Abs. 1 GrEStG). Zur Gegenleistung rechnet alles, was der Erwerber aufwendet, um das Grundstück zu erwerben. Gegenleistung ist in der Regel der Kaufpreis. Hinzu kommen z. B. schuldrechtlich übernommene Darlehensverbindlichkeiten (Grundpfandrechte), dem Verkäufer vorbehaltene Nutzungen, übernommene sonstige Grundstücksbelastungen (z. B. Renten-, Wohn- und Nießbrauchsrechte), die vom Erwerber übernommenen Vermessungskosten, die vom Erwerber übernommene Verpflichtung z. B. die Maklerkosten für den Veräußerer zu zahlen (Vertrag zu Gunsten Dritter §§ 328 ff. BGB), beim Erwerb eines Erbbaurechts die Verpflichtung zur Zahlung des Erbbauzinses an den jeweiligen Grundstückseigentümer.
Gemäß § 9 Abs. 1 Nr. 2 GrEStG gilt bei einem Tausch als Gegenleistung die Tauschleistung des anderen Vertragsteils einschließlich einer vereinbarten zusätzlichen Leistung.
Der Erwerb eines Grundstücks im Zwangsversteigerungsverfahren unterliegt gemäß § 1 Abs. 1 Nr. 4 in Verbindung mit § 9 Abs. 1 Nr. 4 GrEStG der Steuer. Die Steuer berechnet sich vom Meistgebot einschließlich der Rechte, die nach den Versteigerungsbedingungen bestehen bleiben.
Wenn eine Gegenleistung nicht vorhanden oder nicht zu ermitteln ist (z. B. Schenkung oder Anwachsung) wird die Bemessungsgrundlage nach § 151 Absatz 1 Satz 1 Nummer 1 in Verbindung mit § 157 Absatz 1 bis 3 des Bewertungsgesetzes ermittelt (§ 8 Abs. 2 GrEStG). Dies gilt auch für die Ersatztatbestände gem. § 1 Abs. 2a bis 3a GrEStG zur Besteuerung von Share-Deals, vgl. § 8 Abs. 2 Nr. 3 GrEStG.
Bei einem einheitlichen Vertragswerk (s. u.) ist nach § 8 Abs. 2 Satz 2 GrEStG der Wert des Grundstücks zum Zeitpunkt der Fertigstellung des Gebäudes die Bemessungsgrundlage. Ungeklärt ist insoweit, wie Eigenleistungen von Bauherren/Erwerbern zu bewerten sind und ob das Gebäude noch mit dem Neupreis bewertet werden kann, wenn die Bauherren/Erwerber zum Zeitpunkt der Fertigstellung das Gebäude schon bezogen und in Gebrauch genommen haben.

## Einheitliches Vertragswerk
Ein einheitlicher Vertrag liegt zivilrechtlich dann vor, wenn die auf den Kauf des unbebauten Grundstücks und die Errichtung eines Gebäudes abzielenden Verträge nach dem Willen von Verkäufer und Käufer derart voneinander abhängig sind, dass sie miteinander stehen und fallen sollen. Nach ständiger Rechtsprechung des BFH ist dann Gegenstand des Erwerbsvorgangs das unbebaute Grundstück mit dem noch zu errichtenden Gebäude, also ein bebautes Grundstück.
Die Voraussetzungen für das Vorliegen eines einheitlichen Vertragswerks sind nicht normiert, sondern beruhen auf einer an Fallgruppen orientierten Rechtsprechung der Finanzgerichte und des Bundesfinanzhofs. Die Grenzen für das Vorliegen eines einheitlichen Vertragswerks sind von der Rechtsprechung weit gezogen. Für bauwillige Grundstückserwerber ist das Risiko einer zusätzlichen Belastung der Baukosten mit Grunderwerbsteuer im Vorhinein oft kaum einschätzbar.
Bei einem einheitlichen Vertragswerk wird auf die Bauleistung zusätzlich zur Umsatzsteuer auch die Grunderwerbsteuer fällig. Um prüfen zu lassen, ob diese Praxis mit dem europarechtlichen Umsatzsteuer-Mehrfachbelastungsverbot des Art. 401 der Mehrwertsteuer-Systemrichtlinie 2006/112/EG des Rates vom 28. November 2006 vereinbart ist, hat das Niedersächsische Finanzgericht 2008 dem Europäischen Gerichtshof einen entsprechenden Fall zur Vorabentscheidung vorgelegt. Mit Urteil vom 27. November 2008 bestätigte der EuGH, dass die Erhebung der Grunderwerbsteuer auf die gesamte Kaufsumme mit europäischem Recht vereinbar ist.

## Kaufpreisminderung
Eine Beurkundung der Vereinbarung über eine Kaufpreisminderung ist nur dann erforderlich, wenn sie vor Erklärung der Auflassung des Grundstücks erfolgt. Gemäß § 16 Abs. 3 GrEStG wird auf Antrag die Steuerfestsetzung geändert, wenn die Gegenleistung für das Grundstück herabgesetzt worden ist. Die Änderung führt zur Erstattung des entsprechenden Steuerbetrages. Dies ist im Regelfall nur innerhalb von zwei Jahren nach Entstehung der Steuer möglich oder wenn es sich um einen Sachmangel gemäß § 437 BGB handelt. Voraussetzung für die Änderung der Steuerfestsetzung ist jedoch, dass einerseits der Kaufpreis zivilrechtlich wirksam gemindert und dies tatsächlich vollzogen wurde.

## Umlegung von Grundstücken
Der Bundesfinanzhof (BFH) hat mit Urteil vom 28. Juli 1999 entschieden, dass alle in einem förmlichen Umlegungsverfahren nach dem Baugesetzbuch durch Ausspruch einer Behörde erfolgenden Eigentumsänderungen an Grundstücken von der Steuer befreit sind, wenn der neue Eigentümer in diesem Verfahren als Eigentümer eines im Umlegungsgebiet gelegenen Grundstücks beteiligt ist.

## Steuersatz
| Bundesland             | Steuersatz seit 1998 | Erhöhung / Senkung ab | auf Steuersatz | Quelle |  |
| ---------------------- | -------------------- | --------------------- | -------------- | ------ |  |
| Baden-Württemberg      | 3,5 %                | 05.11.2011            | 5,0 %          | [ 9 ]  |  |
| Bayern                 | 3,5 %                | keine Erh.            |                |        |  |
| Berlin                 | 3,5 %                | 01.01.2007            | 4,5 %          | [ 10 ] |  |
|                        |                      | 01.04.2012            | 5,0 %          |        |  |
|                        |                      | 01.01.2014            | 6,0 %          | [ 11 ] |  |
| Brandenburg            | 3,5 %                | 01.01.2011            | 5,0 %          | [ 12 ] |  |
|                        |                      | 01.07.2015            | 6,5 %          | [ 13 ] |  |
| Bremen                 | 3,5 %                | 01.01.2011            | 4,5 %          | [ 14 ] |  |
|                        |                      | 01.01.2014            | 5,0 %          | [ 15 ] |  |
| Hamburg                | 3,5 %                | 01.01.2009            | 4,5 %          | [ 16 ] |  |
|                        |                      | 01.01.2023            | 5,5 %          | [ 17 ] |  |
| Hessen                 | 3,5 %                | 01.01.2013            | 5,0 %          | [ 18 ] |  |
|                        |                      | 01.08.2014            | 6,0 %          | [ 19 ] |  |
| Mecklenburg-Vorpommern | 3,5 %                | 01.07.2012            | 5,0 %          | [ 20 ] |  |
|                        |                      | 01.07.2019            | 6,0 %          | [ 21 ] |  |
| Niedersachsen          | 3,5 %                | 01.01.2011            | 4,5 %          |        |  |
|                        |                      | 01.01.2014            | 5,0 %          | [ 22 ] |  |
| Nordrhein-Westfalen    | 3,5 %                | 01.10.2011            | 5,0 %          | [ 23 ] |  |
|                        |                      | 01.01.2015            | 6,5 %          | [ 24 ] |  |
| Rheinland-Pfalz        | 3,5 %                | 01.03.2012            | 5,0 %          | [ 25 ] |  |
| Saarland               | 3,5 %                | 01.01.2011            | 4,0 %          |        |  |
|                        |                      | 01.01.2012            | 4,5 %          |        |  |
|                        |                      | 01.01.2013            | 5,5 %          |        |  |
|                        |                      | 01.01.2015            | 6,5 %          | [ 26 ] |  |
| Sachsen                | 3,5 %                | 01.01.2023            | 5,5 %          | [ 27 ] |  |
| Sachsen-Anhalt         | 3,5 %                | 02.03.2010            | 4,5 %          |        |  |
|                        |                      | 01.03.2012            | 5,0 %          | [ 28 ] |  |
| Schleswig-Holstein     | 3,5 %                | 01.01.2012            | 5,0 %          | [ 29 ] |  |
|                        |                      | 01.01.2014            | 6,5 %          | [ 30 ] |  |
| Thüringen              | 3,5 %                | 07.04.2011            | 5,0 %          | [ 31 ] |  |
|                        |                      | 01.01.2017            | 6,5 %          | [ 32 ] |  |
|                        |                      | 01.01.2024            | 5,0 %          | [ 33 ] |  |

Bis zum 31. Dezember 1982 betrug die GrESt im „Regelfall“ 7 %. Gleichzeitig waren 80 % aller Grundstücks-Transaktionen von der Steuer befreit, insbesondere selbstgenutztes Wohneigentum. Gemäß § 11 betrug die GrESt von 1. Januar 1983 bis 1996 bundesweit 2 % und die Möglichkeiten der Steuerbefreiung wurden stark eingeschränkt, von 1997 bis zum 31. August 2006 bundesweit 3,5 % der Bemessungsgrundlage.
Seit dem 1. September 2006 dürfen die Bundesländer den Steuersatz selbst festlegen (siehe Art. 105 Abs. 2a Satz 2 GG). Der aktuelle Steuersatz ist nebenstehender Tabelle zu entnehmen. Der ungewichtete Durchschnitt beträgt per 1. Januar 2016 somit 5,3 Prozent. Mit der Erhöhung des Steuersatzes zum 1. Januar 2023 in Sachsen gilt der in § 11 Abs. 1 GrEStG normierte Steuersatz i.H.v. 3,5 % nur noch in Bayern. Alle anderen Bundesländer haben von der Möglichkeit, abweichende Steuersätze festzulegen, Gebrauch gemacht.
Das Finanzamt kann gemäß § 12 GrEStG im Einvernehmen mit dem Steuerpflichtigen von der genauen Ermittlung des Steuerbetrags absehen und die Steuer in einem Pauschbetrag festsetzen, wenn dadurch die Besteuerung vereinfacht und das steuerliche Ergebnis nicht wesentlich geändert wird.

## Steuerschuldner
Nach § 13 Nr. 1 GrEStG sind die Steuerschuldner regelmäßig die an einem Erwerbsvorgang (s. o.) beteiligten Personen als Gesamtschuldner – also Käufer und Verkäufer gleichermaßen.
Das Finanzamt wendet sich zunächst an denjenigen, der sich vertraglich zur Zahlung der Grunderwerbsteuer verpflichtet hat. In der Regel ist dies der Erwerber. Zahlt dieser allerdings nicht, wird das Finanzamt den Veräußerer zur Grunderwerbsteuer heranziehen. Daran ändert auch eine vertragliche Vereinbarung nichts, nach der der Erwerber den Veräußerer von der Zahlung der Grunderwerbsteuer freistellt, denn diese Vereinbarung betrifft nur das so genannte „Innenverhältnis“ zwischen Veräußerer und Erwerber.
Bei Grundstückserwerben durch Meistgebot im Zwangsversteigerungsverfahren (§ 1 Abs. 1 Nr. 4 GrEStG) bzw. im Enteignungsverfahren oder bei Erwerbsvorgängen, die durch den Erwerb von Gesellschaftsanteilen verwirklicht werden (§ 1 Abs. 2a, Abs. 2b, Abs. 3 Nr. 1 und Nr. 2, Abs. 3a GrEStG), sieht das Grunderwerbsteuergesetz jedoch keine Gesamtschuldnerschaft vor. In solchen Fällen schuldet allein der Grundstückserwerber (im Zwangsversteigerungsverfahren der Meistbietende) bzw. der Anteilserwerber die entstandene Grunderwerbsteuer. Werden in den Fällen des § 1 Abs. 3 Nr. 3 und Nr. 4 GrEStG bereits vereinigte Anteile „en bloc“ (Übertragung von mindestens 90 % der Anteile an einer grundbesitzenden Personen- oder Kapitalgesellschaft) auf den Erwerber übertragen, schulden gem. § 13 Nr. 1 GrEStG Veräußerer und Erwerber der Gesellschaftsanteile die entstandene Grunderwerbsteuer. In den Fällen des § 1 Abs. 2a GrEStG bzw. § 1 Abs. 2b GrEStG schuldet hingegen allein die grundbesitzende Personen- oder Kapitalgesellschaft gem. § 13 Nr. 6 bzw. Nr. 7 GrEStG die Grunderwerbsteuer.

## Aufhebung der Steuerfestsetzung
Gemäß § 16 Abs. 1 Nr. 1 GrEStG wird auf Antrag die Steuerfestsetzung aufgehoben, wenn ein Erwerbsvorgang (z. B. Kauf) rückgängig gemacht wird, bevor das Eigentum am Grundstück auf den Erwerber übergegangen ist, wenn
1. die Rückgängigmachung durch Vereinbarung, durch Ausübung eines vorbehaltenen Rücktrittsrechts oder eines Wiederkaufsrechts innerhalb von zwei Jahren seit der Entstehung der Steuer stattfindet;
2. die Vertragsbedingungen nicht erfüllt werden und der Erwerbsvorgang deshalb auf Grund eines Rechtsanspruchs rückgängig gemacht wird.

Ist die Unbedenklichkeitsbescheinigung bereits erteilt worden, kann die Steuerfestsetzung nur dann aufgehoben werden, wenn die Unbedenklichkeitsbescheinigung vom Notar zurückgegeben worden und die Löschung einer ggf. im Grundbuch eingetragenen Auflassungsvormerkung bewilligt worden ist. Ist der Erwerber bereits als Eigentümer im Grundbuch eingetragen und erwirbt der Veräußerer das Eigentum an dem veräußerten Grundstück zurück, wird auf Antrag sowohl für den Rückerwerb als auch für den vorausgegangenen Erwerbsvorgang die Steuerfestsetzung aufgehoben, sofern eine der drei Alternativen des § 16 Abs. 2 GrEStG erfüllt ist.
In beiden Fällen sind für die Aufhebung einer Steuerfestsetzung die zivilrechtlich wirksame Rückgängigmachung des Erwerbsvorgangs und die (tatsächliche) Wiederherstellung des ursprünglichen Rechtszustandes erforderlich. Hierzu gehört die Rückzahlung des bereits geleisteten Kaufpreises an den Erwerber.

## Nachträgliche Senkung der Grunderwerbsteuer
Die Grunderwerbsteuer, die beim Kauf einer Immobilie anfällt, kann auch nachträglich gesenkt werden. Dafür gibt es zwei entscheidende Gründe:
1. Minderung des Kaufpreises durch Einigung zwischen Käufer und Verkäufer
2. Minderung des Kaufpreises wegen Sachmängeln

Sofern die Kaufpreisminderung vor der Auflassung des Grundstücks vereinbart wird, muss sie notariell beurkundet werden. Damit die bereits festgesetzte Grunderwerbsteuer gesenkt werden kann, ist ein schriftlicher Antrag beim zuständigen Finanzamt zu stellen. Der Antrag ist innerhalb zwei Jahren nach dem Kauf der Immobilie zu stellen (§ 16 Abs. 3 GrEStG). Zu viel entrichtete Steuer wird an den Steuerschuldner zurückerstattet.

## Anzeigepflichten

### Anzeigepflicht der Gerichte, Behörden und Notare (§ 18 GrEStG)
Gemäß § 18 GrEStG sind die Notare verpflichtet, der zuständigen Grunderwerbsteuerstelle zusammen mit dem beurkundeten Kaufvertrag eine Anzeige über den Rechtsvorgang nach amtlich vorgeschriebenem Vordruck (Veräußerungsanzeige) einzureichen. Die Anzeigefrist beträgt stets zwei Wochen seit der Beurkundung des Rechtsvorgangs. Die Anzeigepflicht besteht auch dann, wenn der Rechtsvorgang letztlich nicht der Grunderwerbsteuer unterliegt oder steuerfrei ist. Die Veräußerungsanzeige besteht – je nach Bundesland verschieden – aus mehreren Durchschriften. Die Rückseite einer dieser Durchschriften enthält als Blanko-Formular die Unbedenklichkeitsbescheinigung. Diese wird vom Finanzamt ausgestellt und bestätigt damit, dass der Eintragung des Grundstückserwerbers im Grundbuch keine steuerlichen Bedenken entgegenstehen.

### Anzeigepflicht der Beteiligten (§ 19 GrEStG)
Gemäß § 19 GrEStG ist in bestimmten Fällen der Steuerschuldner zur Anzeige eines grunderwerbssteuerbaren Vorgangs gegenüber der Finanzverwaltung verpflichtet. Es ist für Zwecke der Verpflichtung zur Anzeige unerheblich, ob z. B. der Notar gem. § 18 GrEStG den Vorgang bereits angezeigt hat. Die Frist zur Anzeige beträgt gem. § 19 Abs. 3 GrEStG zwei Wochen ab Kenntnis des anzeigepflichtigen Vorgangs. Die Anzeigefrist verlängert sich auf einen Monat für den Steuerschuldner, der eine natürliche Person ohne Wohnsitz oder gewöhnlichen Aufenthalt im Inland, eine Kapitalgesellschaft ohne Geschäftsleitung oder Sitz im Inland oder eine Personengesellschaft ohne Ort der Geschäftsführung im Inland ist.
Steuerschuldner sind auch bei Verwirklichung der Ergänzungstatbestände zur Besteuerung von Share-Deals gem. § 1 Abs. 2a bis 3a GrEStG zur Anzeige verpflichtet.

## Unbedenklichkeitsbescheinigung
Obgleich die Zahlung der Grunderwerbsteuer keine Voraussetzung für die Eigentumsumschreibung ist, sind die Grundbuchämter laut § 22 GrEStG gesetzlich angewiesen, ohne Vorlage der Unbedenklichkeitsbescheinigung keine Eintragung vorzunehmen. Im Ergebnis ist damit eine Grundbucheintragung ohne vorherige Zahlung der Grunderwerbsteuer nicht möglich.
Die Erteilung der Unbedenklichkeitsbescheinigung ist in den Fällen der steuerbaren Übertragung von Gesellschaftsanteilen (beispielsweise GmbH, AG, GmbH & Co. KG, OHG, KG) grundsätzlich weder gesetzlich vorgesehen noch erforderlich, da durch die Übertragung der Gesellschaftsanteile kein Rechtsträgerwechsel am Grundstückseigentum bewirkt wird, der im Grundbuch vollzogen werden müsste. Eine Ausnahme stellt lediglich der Gesellschafterwechsel bei einer Gesellschaft bürgerlichen Rechts dar, da deren Gesellschafter nach § 47 Abs. 2 GBO neben der Gesellschaft ebenfalls ins Grundbuch einzutragen sind.

### Steuerpflichtige Vorgänge
Nach Zahlung, Sicherstellung oder Stundung der Grunderwerbsteuer erteilt die Grunderwerbsteuerstelle gemäß § 22 GrEStG die Unbedenklichkeitsbescheinigung. Diese besagt, dass keine steuerlichen Bedenken gegen die Eintragung des Erwerbers als neuer Eigentümer im Grundbuch bestehen.

### Steuerfreie Vorgänge
Hier erteilt das Finanzamt nach positiver Prüfung der Steuerfreiheit des ihm angezeigten Vorgangs die Unbedenklichkeitsbescheinigung. Die Finanzbehörden haben aufgrund § 22 Abs. 1 Satz 2 GrEStG geregelt, dass in bestimmten Fällen der Vorgang in das Grundbuch auch ohne Vorlage einer Unbedenklichkeitsbescheinigung eingetragen werden kann.

## Aufkommen
Die Grunderwerbsteuer steht den Ländern zu. Laut DIW Berlin ist sie zurzeit die wichtigste Steuereinnahme der Länder, und die einzige Steuer, bei der die Länder den Steuersatz selbst festlegen können. Das Aufkommen der Grunderwerbsteuer entwickelte sich wie folgt:
| Jahr | Grunderwerbsteuer |
| ---- | ----------------- |
| 2006 | 6,1 Mrd. Euro     |
| 2007 | 7,0 Mrd. Euro     |
| 2008 | 5,7 Mrd. Euro     |
| 2009 | 4,9 Mrd. Euro     |
| 2010 | 5,3 Mrd. Euro     |
| 2011 | 6,4 Mrd. Euro     |
| 2012 | 7,4 Mrd. Euro     |
| 2013 | 8,4 Mrd. Euro     |
| 2014 | 9,3 Mrd. Euro     |
| 2015 | 11,2 Mrd. Euro    |
| 2016 | 12,4 Mrd. Euro    |
| 2017 | 13,1 Mrd. Euro    |
| 2018 | 14,1 Mrd. Euro    |
| 2019 | 15,8 Mrd. Euro    |
| 2020 | 16,1 Mrd. Euro    |
| 2021 | 18,3 Mrd. Euro    |
| 2022 | 17,1 Mrd. Euro    |
| 2023 | 12,2 Mrd. Euro    |
| 2024 | 12,7 Mrd. Euro    |

## Länderfinanzausgleich
Mit der Einführung der Steuersatzautonomie der Länder zum 1. September 2006 wurde auch der Länderfinanzausgleich (LFA) angepasst. Um zu vermeiden, dass Länder ihren Steuersatz auf Kosten anderer Länder senken können, werden zur Ermittlung der Steuerkraft im LFA nicht die tatsächlichen, sondern normierte Grunderwerbsteuereinnahmen zugrunde gelegt. Die normierten Steuereinnahmen werden unter Berücksichtigung des gesamten Grunderwerbsteueraufkommens und des durchschnittlichen Grunderwerbsteuersatzes ermittelt. Durch das Normierungsverfahren wurde zwar der Anreiz zu Steuersenkungen zulasten anderer Länder beseitigt, jedoch ein zusätzlicher Anreiz zu Steuererhöhungen geschaffen, weil eine Steuersatzerhöhung in einem Land den Finanzausgleich zu Lasten der anderen Länder verändert.

## Kritik
Von Seiten des Wohnungsverbands BBU steht die Grunderwerbsteuer und ihre wiederholte Erhöhung in der Kritik, da sie die zugehörigen Leistungen (Immobilienverkäufe, indirekt auch Mieten) verteuern würde. Auch behindere die Grunderwerbsteuer die Mobilität, da sich ein Verkauf einer Immobilie oft erst nach vielen Jahren lohnt und die Steuer bei jedem Kauf erneut anfällt. Gerade jüngere Käuferschichten würden dadurch von der Eigentumsbildung abgehalten. Durch die Grunderwerbsteuer verliere der Immobilienmarkt insgesamt an Dynamik, was nach Meinung der Interessensverbände notwendige Modernisierungen verlangsamt und zu Fehlallokationen führt.
Zudem wird die Steuerfreiheit von Anteilskäufen von Immobiliengesellschaften kritisiert. Hierdurch entgingen dem Staat erhebliche Steuereinnahmen. So ist es möglich, eine Immobilie in einer eigenen Gesellschaft zu halten, anstatt die Immobilie direkt zu verkaufen. Werden weniger als 90 % der Anteile an der Gesellschaft verkauft, fällt keine Grunderwerbsteuer an (§ 1). Nach zehn Jahren können dann auch die restlichen Anteile an der Gesellschaft ebenfalls steuerfrei erworben werden. Da so ein Vorgang sich erst ab 15 Millionen Euro Kaufwert lohnt, werden Verkäufe großer Immobilien, wie Geschäftshäuser quasi nicht mehr besteuert. Der Erwerb von Privat- und Einfamilienhäusern, wo diese Umgehung praktisch nicht genutzt werden kann, wird dagegen immer besteuert. Mit Wirkung zum 1. Juli 2021 wurden Anteilskäufe (sogenannte Share-Deals) durch die Einführung des § 1 Abs. 2b bzw. Verschärfung der Tatbestände gem. § 1 Abs. 2a, 3, 3a GrEStG weiter begrenzt(s. o.).